# Ctenomys coyhaiquensis
Ctenomys coyhaiquensis és una espècie de mamífer rosegador de la família dels ctenòmids. És endèmic del centre-est de Xile. Se sap molt poca cosa sobre el seu hàbitat i la seva història natural. Es desconeix si hi ha cap amenaça significativa per a la supervivència d'aquesta espècie. Segons alguns científics, podria ser un sinònim de C. sericeus.
Té una llargada corporal d'entre 195 i 264 mm, sense comptar la cua d'entre 60 i 81 mm, i pesa entre 72 i 182 g. El pelatge és majoritàriament marró, però té alguna tonalitat groga i negra.
El seu nom específic, coyhaiquensis, és en honor de la ciutat de Coyhaique (Xile).